# Fibroadenoma
Un fibroadenoma, en medicina, fa referència a un tumor benigne localitzat a les mames.

## Epidemiologia
Aquests es solen presentar en dones d'edats compreses entre 20 i 39 anys. Tot i així, poden aparèixer en dones amb edats diferents. Generalment, es produeix en dones premenopàusiques.
Les dones de raça negre tenen més prevalença que les dones de raça blanca i, en el primer cas, apareixen en edats més primerenques.
Aproximadament el 75% de les dones menors de 20 anys, la protuberància és un fibroadenoma.

## Característiques
Aquests tumors estan formats per teixit fibrós i glandular de mida petita i rodona. Aquests es poden presenta sols o bé amb altres fibroadenomes. Es palpen i tenen vores molt marcades i definides.
Aquests són indolors i es poden palpar perfectament sota la pell. La seva mida pot anar variant segons l'etapa de vida en la qual es trobi la dona. Durant l'embaràs aquests poden incrementar i en època de menopausa disminueixen, excepte en el cas que hi hagi hormonoteràpia.

## Etiologia
Les causes dels fibroadenomes no s'han especificat però es relaciona amb els gens i alteració d'algunes hormones com els estrogens.

## Diagnòstic
El diagnòstic es fa mitjançant l'exploració física i estudis d'imatge. Un cop fet l'examen físic es duu a terme l'estudi d'imatge mitjançant proves com mamografia i ecografia de mama.
En algunes situacions es pot fer una biòpsia per confirmar el diagnòstic. Aquesta es pot fer amb diferents tècniques: estereotàctica, guiada amb ultrasons i cirurgia oberta.

## Tractament
Generalment, no requereix tractament. Tot i així, en el cas que la biòpsia sigui positiva pel que fa a un fibroadenoma els professionals sanitaris poden decidir extirpar-lo o no. Això, dependrà de diferents factors, en cas de dolor o una altra simptomatologia. Si no s'extirpa es fan controls d'imatge per assegurar-se que no incrementa la seva dimensió o altres característiques. Llavors es faran ecografies, mamografia i l'exploració mamària.

## Pronòstic
Si aquests creixen o canvien caldrà extirpar-los. És molt rar que aparegui un càncer de mama d'un fibroadenoma (d'un 0,002% a un 0,125%). Un bon control mèdic garanteix un bon pronòstic.